# Leoganger Steinberge
Il Leoganger Steinberge è un gruppo montuoso dei Monti dello Stein. Si trova in Austria (Tirolo e Salisburghese).
Prende il nome dal comune di Leogang che li delimita a sud.

## Classificazione
La SOIUSA lo vede come un supergruppo alpino con la seguente classificazione:
- Grande parte = Alpi Orientali
- Grande settore = Alpi Nord-orientali
- Sezione = Alpi Settentrionali Salisburghesi
- Sottosezione = Monti dello Stein
- Supergruppo = Leoganger Steinberge
- Codice = II/B-24.I-C

## Suddivisione
La SOIUSA lo suddivide in due gruppi:
- Gruppo del Dreizinthörn (4)
- Gruppo del Birnhorn (5)

## Monti

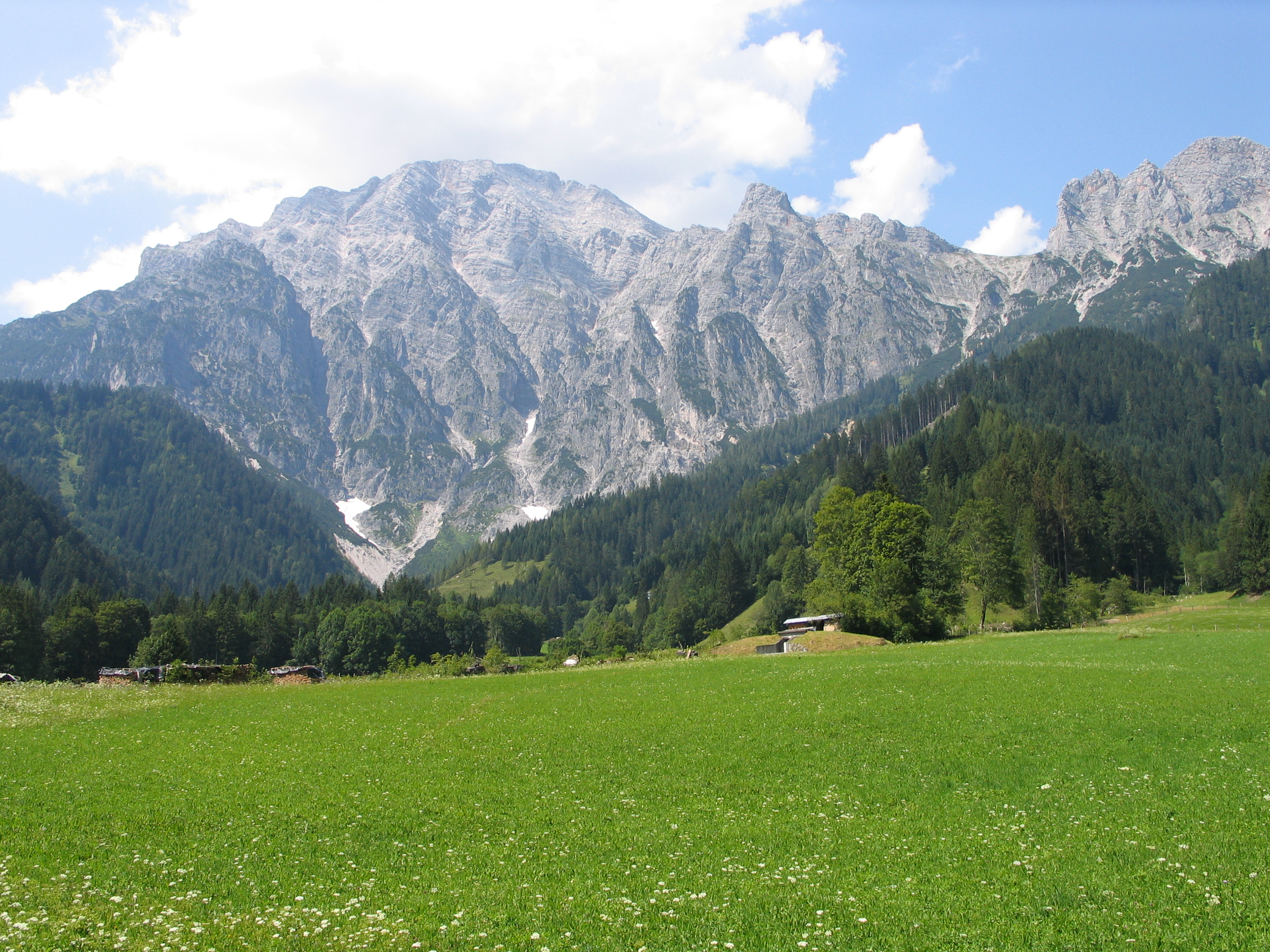
Il Birnhorn visto da sud.

I monti principali del gruppo sono:
- Birnhorn - 2.634 m
- Kuchelhorn - 2.500 m
- Dreizinthörn - 2.484 m
- Passauerkopf - 2.465 m
- Grießener Hochbrett - 2.467 m
- Signalkopf - 2.462 m
- Großes Rothorn - 2.442 m
- Dürrkarhorn - 2.280 m
- Hochzint - 2.243 m
- Mitterhorn - 2.206 m
- Fahnenköpfl - 2.142 m
- Brandhorn - 2.099 m